# Чемпионат Европы по настольному теннису 1966
5-й чемпионат Европы по настольному теннису проходил с 13 по 20 апреля 1966 года в Лондоне (Великобритания).

## Медалисты

### Мужчины
| Разряд               | Золото                                                      | Серебро                                                      | Бронза                             |
| -------------------- | ----------------------------------------------------------- | ------------------------------------------------------------ | ---------------------------------- |
| Одиночный разряд     | Чель Йоханссон                                              | Владимир Мико                                                | Анатолий Амелин                    |
| Одиночный разряд     | Чель Йоханссон                                              | Владимир Мико                                                | Штефан Колларовиц                  |
| Парный разряд        | Ханс Алсер Чель Йоханссон                                   | Ярослав Станек Владимир Мико                                 | Анатолий Амелин Станислав Гомозков |
| Парный разряд        | Ханс Алсер Чель Йоханссон                                   | Ярослав Станек Владимир Мико                                 | Иштван Корпа Эдвард Вецко          |
| Командное первенство | Швеция · Чель Йоханссон · Ханс Алсер · Карл-Йохан Бернхардт | СССР · Саркис Сархаян · Станислав Гомозков · Анатолий Амелин |                                    |

### Женщины
| Разряд               | Золото                               | Серебро                                   | Бронза                    |
| -------------------- | ------------------------------------ | ----------------------------------------- | ------------------------- |
| Одиночный разряд     | Мария Александру                     | Светлана Гринберг                         | Эва Коциан                |
| Одиночный разряд     | Мария Александру                     | Светлана Гринберг                         | Марта Лужова              |
| Парный разряд        | Эва Коциан Эржебет Йурик             | Марта Лужова Ирена Миковицзёва            | Мэри Шэннон Диана Роув    |
| Парный разряд        | Эва Коциан Эржебет Йурик             | Марта Лужова Ирена Миковицзёва            | Агнеш Шимон Эдит Бухгольц |
| Командное первенство | Венгрия · Эва Коциан · Эржебет Йурик | СССР · Светлана Гринберг · Сигне Паисъярв |                           |

### Микст
| Разряд           | Золото                     | Серебро                   | Бронза                           |
| ---------------- | -------------------------- | ------------------------- | -------------------------------- |
| Смешанный разряд | Владимир Мико Марта Лужова | Честер Барнес Мари Шэннон | Дорин Джурджука Мария Александру |
| Смешанный разряд | Владимир Мико Марта Лужова | Честер Барнес Мари Шэннон | Петер Рожаш Шаролта Лукач        |